# Rousserolle de Nuku Hiva
Acrocephalus percernis
Espèce
Statut de conservation UICN

LC : Préoccupation mineure
La Rousserolle de Nuku Hiva (Acrocephalus percernis) est une espèce d'oiseaux de la famille des Acrocephalidae. L'espèce est endémique des îles de Nuku Hiva, Hatutu, Eiao et Ua Huka dans les Marquises.

## Aire de répartition
L'espèce est endémique des îles de Nuku Hiva, Hatutu, Eiao et Ua Huka dans les Marquises.

## Habitat
Cet oiseau peuple la végétation des cours d'eau et des plans d'eau mais aussi les mangroves.

## Comportement

### Alimentation
Cette espèce est insectivore.

### Nidification
Le nid est construit dans les roseaux, suspendu à plusieurs tiges entre 50 cm et 1 m de la surface de l'eau.